# Syncordulia gracilis
Syncordulia gracilis är en trollsländeart som först beskrevs av Hermann Burmeister 1839.  Syncordulia gracilis ingår i släktet Syncordulia och familjen skimmertrollsländor. IUCN kategoriserar arten globalt som sårbar. Inga underarter finns listade i Catalogue of Life.

## Bildgalleri

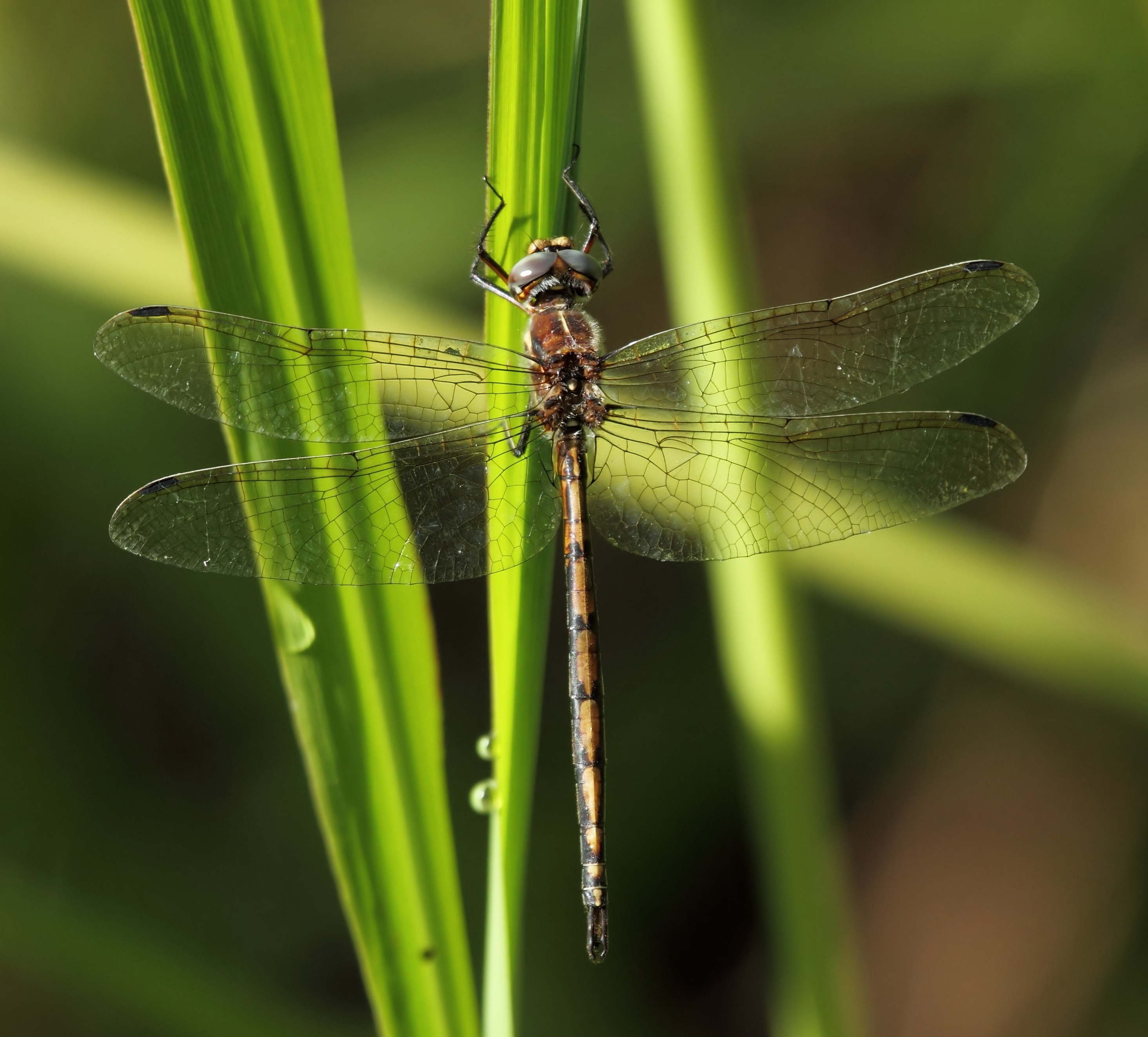